# Euhuascaraya nemo
Euhuascaraya nemo là một loài ruồi trong họ Tachinidae.